# Бирюков, Борис Константинович
Борис Бирюков (наст. имя Бериян Константинович Бирюков; 22 октября 1936; Воронеж, РСФСР, СССР — 8 марта 2021; Воронеж, Россия) — советский и российский цирковой артист, дрессировщик львов, экс-директор Воронежского цирка. Заслуженный артист РСФСР (1980), народный артист РСФСР (1989).

## Биография
Родился 22 октября 1936 года в Воронеже.
С детства привилась любовь к цирку, в возрасте десяти лет начал с братом Стуаром работать в манеже, изначально выступал с акробатикой и гимнастикой, позже пробовал себя в клоунаде и музыкальной эксцентрике (трюковое исполнение музыки на обычных или на эксцентрических музыкальных инструментах), но большую часть жизни посвятил дрессуре животных, тигров, медведей, остановившись на львах. Являлся директором Воронежского цирка.
Скончался 8 марта 2021 года на 85 году жизни в Воронеже.

## Звания и награды
- Заслуженный артист РСФСР (14 февраля 1980)[12].
- Народный артист РСФСР (1989)[13].
- Орден Почёта (13 октября 1998) — за заслуги перед государством, большой вклад в укрепление дружбы и сотрудничества между народами, многолетнюю плодотворную деятельность в области культуры и искусства[14].
- Орден «За заслуги перед Отечеством» IV степени (18 июля 2006) — за большой вклад в развитие отечественного циркового искусства и многолетнюю плодотворную работу[15].